# Гамбули (Ђенова)
Гамбули је насеље у Италији у округу Ђенова, региону Лигурија.
Према процени из 2011. у насељу је живело 85 становника. Насеље се налази на надморској висини од 267 м.